# Erythrina flabelliformis
Erythrina flabelliformis, Chilicote, o colorín norteño, o frijol de coral occidental, es una especie nativa de Erythrina, del suroeste de Estados Unidos, (Arizona y Nuevo México) y noroeste de México (Sonora, Chihuahua, Baja California, hasta San Luis Potosí. También se le llama chilicote se denomina al producto del árbol que lo produce de hasta de 3 a 6m de altura. Las hojas están divididas en hojuelas. Sus flores son de color rojo, brillantes y muy vistosas. Los frutos son vainas que tienen hasta 10 semillas color rojo brillante, muy duros, con forma ovoide, muy parecida a la de un frijol, aunque de mayor diámetro central y su hilum oscuro. Los chilicotes o semillas del árbol tipo frijol, estaban dentro de una vaina o un largo ejote, que se abría al secarse y exponía los lindos chilicotes. 
Los árboles de chilicotes son visibles desde lejos, pues muestran sus intensos y muy bellos colores; sus hojas color verde tierno y troncos blanquecinos.Habita en climas cálido, semicálido, semiseco y templado entre los 20 y los 1700msnm, mismo que se da en el suroeste de Estados Unidos y noroeste de México. Planta silvestre asociada a vegetación perturbada de bosque tropical caducifolio, matorral xerófilo, bosques de encino y de pino.

## Etnobotánica
- En el siglo XVI se relata que el jugo exprimido e instilado en la boca de los infantes produce sueño.
- Sus semillas son usadas para preparar una bebida curativa, los frijoles se tuestan, muelen y mezclan con agua y se toma sólo un poco como vomitivo, -para provocar vómito-
- Se machacan para ocuparlos para aliviar los dolores de muelas;
- Se aplica como cataplasma cuando hay dolores de ojos y para mejorar la visión,
- Se menciona como útil para aliviar alteraciones intestinales.
- En Sonora se aprovecha la semilla contra la diarrea.
- En Baja California Sur, las hojas tostadas se aplican en caso de vaginitis o dolor de riñón.
- En Veracruz, se sugiere el empleo externo generalizado de la savia pulverizada cuando se padece sarampión.

## Cultura popular
En Tejanápuchi, Chínipas,Chihuahua, y en Sonora, los niños de pueblos y áreas rurales, utilizan el fruto del chilicote al igual que canicas y sus juegos típicos como “la rayuela”, “la ruedita”. También se frotaban insistentemente en piedras, para “quemar” en sus amiguillos. Los más populares eran los color escarlata. Algunos decían que eran las canicas de los niños pobres, pero realmente todos querían tener chilicotes, y los había de distintos colores. 

Por tal motivo, fue compuesta un poema que dice:  
LOS CHILICOTES DE VICTORIA CHIHUAHUA  

Ándale mijo, deja el borlote,
mira como andas, que sucio estás,
juegas y juegas, al chilicote,
que tal tu padre te da un garrote,
vete al espejo y te asustarás.

Y esa bolsita, la traes repleta,
¿que le echaste?, llenas están,
hasta las bolsas de tu chaqueta,
la traes al tope, viene completa,
los chilicotes la trozarán.

Ve las rodillas, ya las rompiste,
pues de rodillas te has de llevar,
ya son tres horas en que te fuiste,
y ni permiso mijo, pediste,
quizá tu padre te va a pegar.

Ya tienes llena la mochilita,
de esas cositas, no juegues ya,
es que soy bueno, mi mamacita,
en la rayuela, nadie me quita,
aunque rodillas no traiga ya.

Ya olvídate hijo de la rayuela,
mira la hora, tarde ha de ser,
ándale alístate para la escuela,
ni chilicotes ni canicuelas,
¡¡ a la escuelita se va a aprender !!

Dany Vega